# 李衍达
李衍达（1936年10月12日—），男，原籍广东南海，生于广东东莞，中国信号处理与智能控制专家，清华大学教授，中国科学院院士。

## 生平
1959年毕业于清华大学自动控制系。1991年当选为中国科学院院士（学部委员）。